# Keils
Keils (förr Kilearnadill) är en by på ön Jura i Argyll and Bute, Skottland. Byn är belägen 0,4 km från Craighouse. Den har 18 byggnader.